# J-Ax
J-Ax, pseudonimo di Alessandro Aleotti (Milano, 5 agosto 1972), è un rapper, cantautore e produttore discografico italiano.
Insieme a DJ Jad ha fondato gli Articolo 31, duo hip hop di grande successo commerciale in Italia tra gli anni novanta e la prima metà degli anni duemila. Dopo lo scioglimento avvenuto nel 2006 il rapper ha intrapreso una proficua carriera solista, anch'essa di successo. Nel 2010 è stato anche parte dei Due di Picche, progetto creato con Neffa. È inoltre il fratello maggiore di Grido, ex componente dei Gemelli DiVersi.

## Biografia

### Articolo 31 (1992-2006)
Sin da giovane Aleotti iniziò a scrivere testi e a cimentarsi nel freestyle, assumendo contemporaneamente lo pseudonimo di J-Ax, che deriva dall'abbreviazione di Joker (J) e Alex (Ax), dove Joker è il nome del suo "cattivo" preferito, Alex il diminutivo del suo nome. La prima testimonianza registrata della sua voce risale però al 1992, anno in cui prestò la sua voce allo spot della Fiat Uno Rap Up.

Il 1992 fu anche l'anno del singolo di esordio degli Articolo 31, Nato per rappare/6 quello che 6, seguito nel 1993 dal primo album in studio Strade di città, uno dei primi album hip hop in lingua italiana. Proprio all'uscita del primo album è legato un divertente aneddoto, che J-Ax ha raccontato nel suo libro I pensieri di nessuno. Il primo DJ a passare in radio un suo pezzo fu Albertino di Radio Deejay, divenuto successivamente amico di Ax grazie alla trasmissione radiofonica da lui condotta, One Two One Two. Nel libro I pensieri di nessuno, biografia pubblicata nel 1998, J-Ax raccontò di quando, mentre era al lavoro dopo due giorni dall'uscita di Strade di città, Albertino cominciò a passare il singolo Tocca qui all'interno del suo programma radiofonico. Così il rapper milanese ricorda quel momento:
Nel 1994 uscì il secondo album in studio Messa di vespiri, contenente tra gli altri anche un pezzo dedicato alla marijuana, Ohi Maria: con tale brano il duo milanese si aggiudicò l'anno successivo il premio Un disco per l'estate. Nello stesso anno J-Ax, insieme al rapper Space One e al writer Raptuz TDK, fondò la Spaghetti Funk, collettivo di ritrovo per artisti hip hop milanesi. Il 14 maggio 1996 venne pubblicato il terzo album Così com'è, successo commerciale del duo, grazie al singolo Tranqi Funky, seguito dal relativo tour Così come siamo (da cui vengono tratti due home video, Così come siamo e Articolo 31 Live - Così com'è tour 96/97) in cui parteciparono Lucio Dalla, Tosca e Francesco Guccini. Gli Articolo 31 si aggiudicarono sei dischi di platino con questo album riuscendo a venderne 600 000 copie, cifra ragguardevole per il genere.
Il 14 maggio 1998 fu la volta del quarto album Nessuno preceduto dal singolo La fidanzata, contenente un campionamento della voce di Natalino Otto nel ritornello, che contribuì al successo della canzone. Con questo singolo nello stesso anno il rapper vinse gli MTV Europe Music Awards come Best Italian Act. Parallelamente all'uscita dell'album, J-Ax diede alle stampe il suo primo e unico libro, I pensieri di nessuno, raccolta di pensieri in cui rivisita la sua vita e i cambiamenti che il successo gli ha portato. Il libro, reperibile anche ai concerti, non è stato oggetto di ristampe. Il 17 dicembre 1999 uscì il quinto e ultimo album in stile puramente hip hop degli Articolo 31, Xché sì!, caratterizzato da collaborazioni di molti artisti, fra i quali l'MC statunitense Kurtis Blow, mentre il 7 dicembre 2000 uscì la raccolta Greatest Hits, anticipata dal singolo Volume.
Nel 2001 J-Ax e DJ Jad sono gli attori protagonisti del film Senza filtro, che vede coinvolti diversi personaggi dello spettacolo come Albertino (Radio Deejay), Pizza (Radio 105), il loro produttore Franco Godi, tutti e quattro i componenti dei Gemelli Diversi (compreso suo fratello Grido) e molti altri. Nella pellicola, uscita nelle sale il 31 agosto 2001, si racconta la vita sociale che circonda i "ragazzi del quartiere", tra storie di vita che si intrecciano tra loro e i relativi sogni. Nello stesso anno partecipa alla scrittura del brano Noi parte 2 con gli 883, cantato da Max Pezzali, con cui formerà una storica amicizia sin da quando lo conobbe nel 1992, e dallo stesso J-Ax, che venne pubblicato nell'album Uno in più. Sempre nel 2001 gli Articolo 31 collaborano al disco The World According to RZA di RZA, produttore del noto gruppo rap statunitense Wu-Tang Clan, con il brano Tutto torna. Successivamente, per problemi legati all'etichetta discografica, il brano non venne incluso nel disco.
Il 2002 segna la svolta rap rock e punk degli Articolo 31, con la pubblicazione del sesto album Domani smetto (le cui sonorità sono curate da Ax stesso) il 29 marzo, trascinato dal singolo omonimo; in questo album il nome del gruppo viene indicato come Articolo 31 - J-Ax, per indicare che quest'ultimo ha curato interamente musiche e testi. Il 14 novembre 2003 viene pubblicato il sesto e ultimo album in studio del duo, Italiano medio, dalle sonorità maggiormente orientate verso il pop, anticipato dal singolo La mia ragazza mena; tra il 2003 e il 2004 J-Ax scrive il testo del brano Solo per il rapper e cantante statunitense Eamon, versione italiana del singolo di quest'ultimo, Fuck It (I Don't Want You Back). Il 21 novembre 2004 il duo pubblica il primo album dal vivo, La riconquista del forum, trainato dal singolo Nato sbagliato.
Nel settembre del 2006 J-Ax e DJ Jad decidono di dedicarsi a progetti solisti mettendo fine all'attività degli Articolo 31.

### Carriera solista (2006-2010)

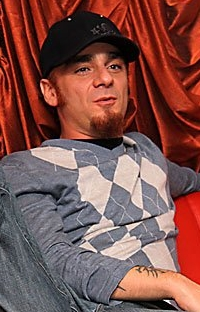
J-Ax nel 2005

Il 13 ottobre 2006 J-Ax pubblica il suo primo album da solista, intitolato Di sana pianta. Il disco, anticipato nell'estate dello stesso anno dal successo della messa on-line su MTV Overdrive del video di S.N.O.B., è composto di 15 pezzi tutti scritti e prodotti da J-Ax. L'8 settembre 2006 le radio cominciano a trasmettere il primo singolo estratto, Ti amo o ti ammazzo. Altri singoli estratti con successo sono Piccoli per sempre e il video Aqua nella scquola (realizzato dai fan del rapper). Il 15 giugno 2007 è stato presentato il singolo + Stile, nato dalla collaborazione con il gruppo emergente The Styles e che anticipa la riedizione di Di sana pianta.
Da sottolineare la collaborazione, alla fine del 2006, fra J-Ax, Chief, Space One (tutti membri del collettivo Spaghetti Funk, SF), Gué Pequeno, Jake La Furia e Marracash per la realizzazione del pezzo S.N.O.B. Reloaded, reso disponibile per il download gratuito attraverso il sito ufficiale del rapper. Il 28 aprile 2007 J-Ax si sposa con la fotomodella statunitense Elaina Coker, mentre il 15 settembre dello stesso anno si esibisce con DJ Jad in occasione dell'MTV Day 2007 di Milano, cantando un medley dei loro più grandi successi ai tempi degli Articolo 31. Nello stesso anno, inoltre, il rapper ha collaborato con Space One al brano Amici un cazzo, al quale hanno collaborato anche gli altri membri della Spaghetti Funk: Grido, Thema e THG.

J-Ax compare anche nel primo album in studio del rapper milanese Marracash (uscito il 13 giugno 2008), sia nel video del singolo che ha anticipato l'uscita del disco Badabum Cha Cha, sia come protagonista nella traccia Fattore Wow in cui rappa assieme allo stesso Marracash e a Gué Pequeno dei Club Dogo. La canzone ribadisce concetti già espressi nella canzone S.N.O.B. dello stesso J-Ax, ossia il distacco da ambienti "puristi" nel panorama musicale italiano e da qualsiasi etichetta tendente a circoscriverlo musicalmente. Nel brano è presente una citazione riguardante il premio vinto a novembre 2007 agli MTV Europe Music Awards a scapito dei Negramaro:
Il 20 luglio 2008, J-Ax pubblica attraverso Myspace il brano Uno di noi, tributo ai propri fan e caratterizzato da un campionamento di un loro coro al concerto tenutosi il 2 settembre 2007 a Scala (Salerno), seguito anche dal video, in cui compaiono anche la Spaghetti Funk, la Dogo Gang, i The Styles e il produttore Franco Godi. Il 25 ottobre dello stesso anno ha reso disponibile il video per il brano inedito Limonare al multisala, scritto dal rapper come colonna sonora per il film parodistico Ti stramo - Ho voglia di un'ultima notte da manuale prima di tre baci sopra il cielo. Il 19 dicembre appare su MTV il video di I vecchietti fanno O, primo singolo volto ad anticipare il secondo album da solista di J-Ax, intitolato Rap n' Roll e uscito il 23 gennaio 2009. Il tour promozionale seguente all'album ha visto impegnati nei mesi successivi, oltre a J-Ax, Fabio B e DJ Zak ai piatti, Steve Luchi alla batteria, Guido Style alla chitarra e Space One come seconda voce. Tale formazione che ha accompagnato J-Ax è stata soprannominata "Accademia Delle Teste Dure".
Il 30 gennaio 2009 J-Ax ha pubblicato il video della traccia d'apertura Aumentaci le dosi, per poi prendere parte al brano Senza fine insieme ai Gemelli DiVersi e Space One. Ha collaborato nel disco di Pino Daniele Electric Jam (uscito il 27 marzo 2009), di cui il brano Il sole dentro me è il primo singolo estratto. Curiosa la storia che ha portato alla collaborazione fra i due artisti: Ax andò dal cantautore napoletano per chiedergli una partecipazione nel seguito di Rap n' Roll, ma Daniele lo anticipò chiedendogli a sua volta una collaborazione. Sono nate in questo modo la già citata Il sole dentro me e Anni amari.
Nel giugno 2009 Ax partecipa all'iniziativa di MTV Tocca a noi, promossa per supportare le tre proposte di legge di iniziativa popolare ideate e scritte dagli studenti sul tema di scuola e università. Oltre a lui, vi prendono parte Giusy Ferreri, Le Vibrazioni e Marracash. J-Ax partecipa inoltre al progetto "Salviamo l'arte in Abruzzo", cantando alcune strofe nella canzone Domani 21/04.2009 registrata il 21 aprile 2009 nelle Officine Meccaniche Recording Studios di Milano.
Terminata la prima parte del tour, il 21 maggio 2009 il rapper milanese presenta in esclusiva per MTV il video del singolo Deca Dance, che ha anticipato il terzo album, anch'esso intitolato Deca Dance e uscito il 12 giugno 2009. In questo disco il rapper milanese collabora con Grido, Jovanotti, Marracash e Pino Daniele. Il terzo album è composto, come il precedente, da 10 tracce e rappresenta un tributo agli anni ottanta e ai loro miti. Lo stesso titolo è un omaggio agli 883 e alla loro hit Con un deca nonché un modo per sottolineare il costo dell'album stesso: un euro per ogni traccia.
J-Ax con gli album Deca Dance e Rap n' Roll raggiunge e supera le 100 000 copie vendute. Il 12 settembre 2009, in contemporanea con la sua partecipazione all'MTV Day 2009, viene pubblicato il nuovo singolo di Deca Dance, Anni amari (che, come già detto, vede la partecipazione di Pino Daniele). Pochi mesi più tardi, il 26 novembre 2009, lancia il singolo Immorale, il cui video è stato girato a Milano nelle piazze più importanti della città dal regista Gaetano Morbioli.
L'8 maggio 2009 ha presentato i TRL Awards 2010, insieme ai VJ di TRL on the Road; durante tale serata si è esibito per la prima volta insieme a Neffa, fondando i Due di Picche. Inoltre è stato premiato alla manifestazione con il premio TRL History. Nel giugno 2010 è uscito il primo album dell'Accademia Delle Teste Dure intitolato Accademia Delle Teste Dure Vol. 1 in quale contiene sei tracce ed acquistabile ai merchandising dei suoi concerti e sul suo sito ufficiale.

### Due di Picche (2010)
Il 6 maggio 2010 tramite una conferenza stampa J-Ax comunica ufficialmente la collaborazione con il cantautore Neffa al progetto Due di Picche. Il loro singolo di debutto è Faccia come il cuore, il quale ha anticipato l'album C'eravamo tanto odiati. Il titolo dell'album è un riferimento al difficile rapporto che c'era prima di questa fugace collaborazione fra Neffa e il rapper milanese, che si erano trovati spesso e volentieri in conflitto. Per un breve periodo J-Ax ha assunto anche il nome alternativo Willy di picche (da Willy l'orbo, famoso pirata del film I Goonies di cui è grande fan) mentre Neffa assunse il nome di Johnny di picche. Il 20 maggio uscì il video del brano La ballata dei picche. Infine, il secondo singolo Fare a meno di te, ebbe maggiore successo del predecessore e riuscì a raggiungere le prime dieci posizioni della Top Singoli.
Il 22 ottobre 2010 J-Ax dichiarò definitivamente chiusa la parentesi dei Due di Picche, durata solo cinque mesi, nonostante l'album avesse avuto un discreto successo vincendo il disco d'oro ai Wind Music Awards 2011 per aver superato le 30 000 copie vendute.

### Meglio prima (?)(2011-2012)
Il 29 aprile 2011 presenta nel suo canale YouTube il brano Dentro me, dedicato ai suoi fan. Tale canzone è il simbolo del definitivo ritorno alle composizioni da solista. Il 18 maggio 2011 viene poi presentato sul web il secondo video estratto dal suo nuovo album in arrivo, Musica da rabbia, seguito il mese successivo dal primo singolo ufficiale, Domenica da coma. Nel frattempo J-Ax partecipa alla composizione di Le leggende non muoiono mai, singolo rap rock che va ad anticipare l'album Thori & Rocce dei produttori Don Joe e Shablo, cantando la strofa conclusiva del brano. Assieme a lui collaborano anche molti altri personaggi della scena rap italiana, come Marracash e Fabri Fibra. Il rapper milanese partecipa anche alla terza traccia dell'album in questione, ovvero Dai dai dai!.
Il 23 agosto 2011 esce il singolo Meglio prima e il 30 agosto esce l'album intitolato Meglio prima (?) in due versioni: quella classica e quella Deluxe. La seconda include due brani in più e un DVD con la tappa dell'Illegale Tour all'Alcatraz di Milano. L'album, che sposa sonorità hip house, ha debuttato al secondo posto della Classifica FIMI Album ed è stato certificato disco d'oro dopo pochi mesi per aver superato le 30 000 copie vendute, divenendo disco di platino un anno più tardi.
Sempre nel 2011 J-Ax ha cantato nel brano Gangbang!, prodotto da Takagi Beatz e che ha visto la partecipazione di Grido, Danti dei Two Fingerz, Trap, Primo dei Cor Veleno, Mistaman e CaneSecco. È stato giudice di gara nel programma MTV Spit, condotto da Marracash. Dal 5 al 10 dicembre 2011 presenta come veejay il programma televisivo Hitlist Italia insieme a Valentina Correani. Durante questi giorni si esibisce live insieme alla sua band e con Jake La Furia dei Club Dogo. Il 19 dicembre J-Ax partecipa allo speciale di Che tempo che fa, intitolato "Vengo anch'io" in omaggio a Enzo Jannacci: nella puntata J-Ax canta Veronica.
L'8 maggio 2012 pubblica il suo primo album dal vivo Meglio live!, che contiene cinque inediti (tra cui una cover di Rino Gaetano, Rare tracce) oltre ai brani dal vivo tratti dal concerto tenuto dal rapper a Milano in ottobre in occasione del Meglio Prima Tour 2011. Il 14 maggio 2012 J-Ax partecipa insieme ai più grandi esponenti della musica italiana al grande concerto tenutosi a Milano per i 30 anni di Radio Italia.

### Collaborazioni e altri progetti (2012-2014)
Nel 2012 J-Ax è presente nell'album dei Two Fingerz con Non capisco cosa vuoi, cantata insieme al gruppo e a Max Pezzali. Ha duettato poi con lui nell'unico inedito del nuovo album dell'artista pavese con Sempre noi, pubblicato il 25 maggio come singolo. L'album in questione è intitolato Hanno ucciso l'Uomo Ragno 2012, rilettura in chiave rap del primo disco di Pezzali con gli 883 pubblicata per festeggiare i suoi primi 20 anni di carriera. Inoltre J-Ax ha fatto parte dell'album dei Club Dogo Noi siamo il club, uscito il 5 giugno 2012, con Sangue blu, e ha collaborato alla nuova edizione per l'Italia di Velociraptor! della band britannica Kasabian, cantando nel remix del loro singolo Man of Simple Pleasures. Durante gli MTV Days 2012 ha cantato insieme a Emis Killa, Marracash, Club Dogo il brano prodotto da Big Fish per la raccolta fondi per i terremotati dell'Emilia, intitolato Se il mondo fosse.
Al termine del Meglio Live Tour, il 6 ottobre 2012 J-Ax si ritira temporaneamente dalla scena musicale, affermando di aver bisogno di almeno un anno per "raccogliere nuove idee". Il 23 ottobre 2012 l'album Meglio prima (?) è stato certificato disco di platino dopo cinque anni dal disco Di sana pianta. Il 12 dicembre 2012 è stato premiato ai primi MTV Hip Hop Awards come Best Live e Best Collaboration; all'evento si è esibito con il brano Immorale. Il 12 gennaio 2013 pubblica il videoclip di Fuck You con Paola Turci, realizzato durante la data del Meglio Live Tour a Carroponte il 12 giugno 2012; il video è accompagnato da un saluto a tutti i suoi fan. Il 28 febbraio 2013, J-Ax rivela attraverso un video di essere alla ricerca di una bassista per la sua band, ovvero l'Accademia Delle Teste Dure; la scelta è caduta su Paolo Migliore che diventa il settimo membro del gruppo.
Il 4 aprile, Dargen D'Amico pubblica il singolo L'amore a modo mio, a cui J-Ax ha collaborato; i due hanno collaborato anche al brano Il ginocchio, presente nell'album di D'Amico, Vivere aiuta a non morire. Il 24 giugno, inaugura insieme alla sua "nuova" band, Albertino e Fedez il nuovo sito di Radio Deejay con un showcase musicale trasmesso in streaming. Nel mese di settembre 2013 collabora con Big Fish al brano Mayday, presente nell'album Niente di personale. Il 20 novembre 2013 esce il singolo Desolato, estratto dall'album postumo di Enzo Jannacci, L'artista. Al video del singolo hanno preso parte artisti appartenenti alla scena musicale e non: Ale e Franz, Caparezza, Claudio Bisio, Dargen D'Amico, i Club Dogo, Emis Killa, Fabri Fibra, Fedez, Franco Godi, Grido e THG, Jovanotti, Ligabue, Max Pezzali, Marracash, Raptuz e DJ Zak. Il 9 dicembre, è stato pubblicato il videoclip di A cena dai tuoi, singolo del rapper Emis Killa a cui J-Ax ha partecipato.

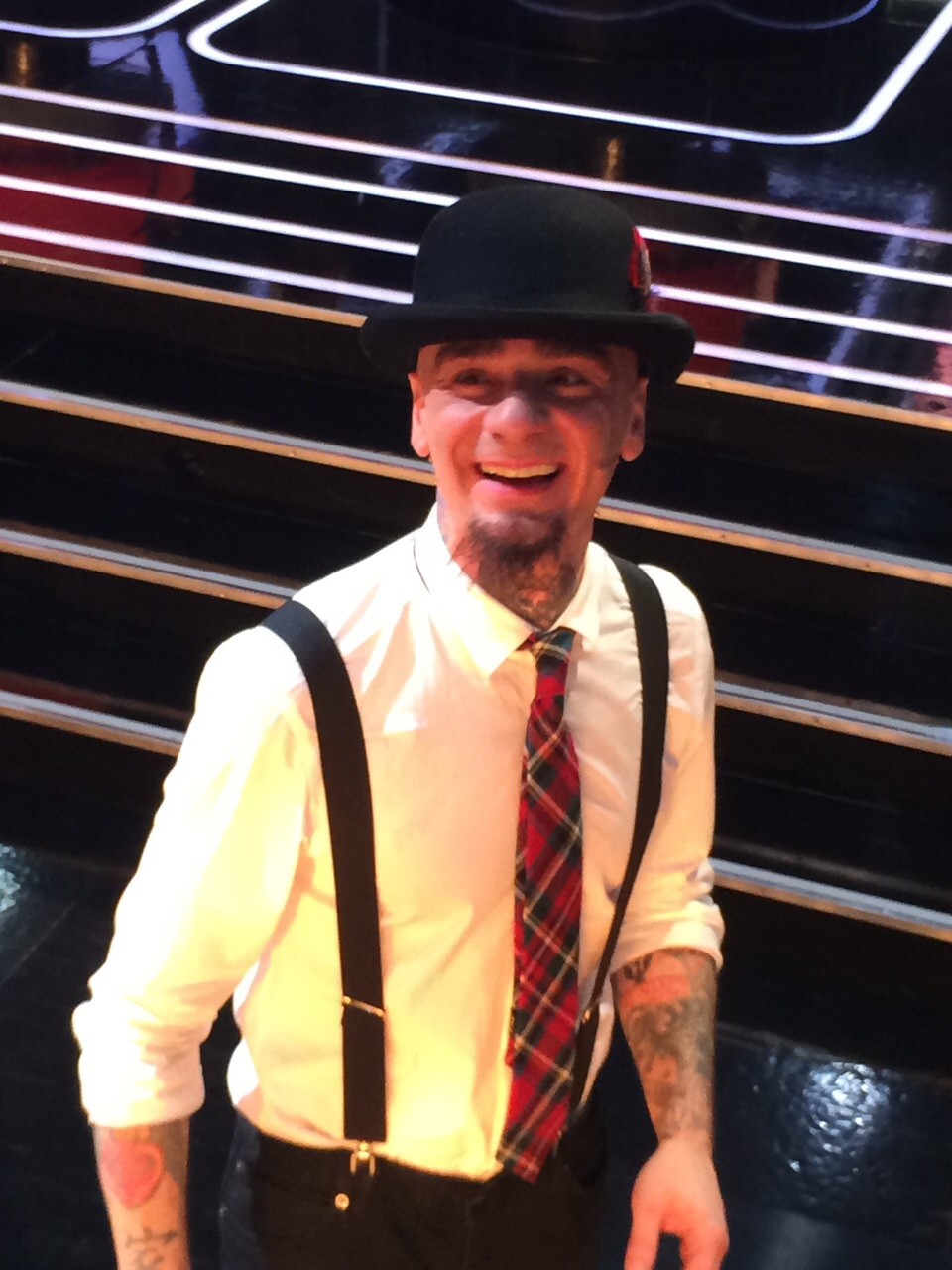
J-Ax a The Voice of Italy 2015

Nel dicembre del 2013 è stato annunciato che, a partire dal 2014, J-Ax avrebbe preso il posto di Riccardo Cocciante come coach della seconda edizione del talent show The Voice of Italy, in cui sarebbe stato affiancato da Piero Pelù, Raffaella Carrà e Noemi. Nella finale del 5 giugno ha portato alla vittoria la sua finalista, suor Cristina Scuccia. Nello stesso periodo, il rapper annuncia inoltre di aver concluso il contratto con la Best Sound e di aver creato una nuova etichetta discografica indipendente insieme a Fedez e denominata Newtopia. Il 13 dicembre è stato pubblicato il videoclip di Proprio come lei, brano del rapper Jake La Furia a cui J-Ax ha collaborato e presente nell'album Musica commerciale.
Nel 2014 ha collaborato con il rapper Moreno al brano Col sorriso, presente nell'album Incredibile, con i 99 Posse al rifacimento del brano Rappresaglia rap e con Deleterio al brano L'inferno, presente in Dadaismo. Il 5 luglio 2014 J-Ax ha annunciato attraverso Twitter l'uscita di un nuovo singolo, rivelatosi essere Mi-Vendo, realizzato con il rapper Riky e pubblicato per download gratuito il 21 luglio. Inoltre, il 2 ottobre ha partecipato a un evento sponsorizzato da Vodafone, detto First, dove ha eseguito Immorale in volo da un paracadute da 4500 metri al Campo Volo di Reggio Emilia.

### Il bello d'esser brutti(2014-2015)
Il 1º dicembre 2014 J-Ax ha pubblicato un trailer attraverso il proprio canale YouTube nel quale ha rivelato il titolo del quinto album da solista, ovvero Il bello d'esser brutti, e la data di pubblicazione, fissata al 27 gennaio 2015. All'album hanno collaborato artisti come Max Pezzali, Neffa, Fedez, Club Dogo, Il Cile, Grido, Takagi e Nina Zilli, con la quale J-Ax ha realizzato il singolo Uno di quei giorni, pubblicato il 5 dicembre.
L'album ha debuttato alla prima posizione della Classifica FIMI Album, venendo certificato disco d'oro dalla Federazione Industria Musicale Italiana per aver superato la soglia delle 25 000 copie vendute già nella prima settimana di rilevazione, per poi venire certificato disco di platino nella settimana seguente. Dall'album viene estratto anche il singolo Maria Salvador, realizzato in coppia con Il Cile, che ottiene un grande successo durante l'estate, venendo certificato sei volte disco di platino. Prodotto da Wlady
Il 5 maggio 2015 è stato pubblicato l'album Ora o mai più del produttore italiano Don Joe, contenente tra le varie tracce Peggio di te che vede la collaborazione di J-Ax. Dal 5 ottobre dello stesso anno è divenuto conduttore del programma televisivo Sorci verdi, mentre il 23 dello stesso mese è stato pubblicato il singolo La tangenziale, realizzato in duetto con Elio e che ha anticipato la Multiplatinum Edition di Il bello d'esser brutti, uscita a novembre. Il 27 novembre è stato invece pubblicato il secondo singolo estratto dalla riedizione, ovvero una rivisitazione di Intro inciso con Bianca Atzei.

### Collaborazione con Fedez (2016-2018)
Il 25 febbraio 2016 J-Ax ha annunciato di essere al lavoro insieme al rapper Fedez su un album in studio in collaborazione, previsto inizialmente per lo stesso anno. Il 6 maggio i due rapper hanno pubblicato il singolo Vorrei ma non posto, accompagnato dal relativo videoclip. Nel mese di giugno è stato rivelato che l'album verrà pubblicato a gennaio 2017 e l'obiettivo dei due artisti è pubblicare un'opera contenente trenta brani in cui saranno presenti collaborazioni con vari artisti nazionali ed internazionali. Il 18 novembre 2016 hanno pubblicato il secondo singolo Assenzio, che ha visto anche la partecipazione di Stash dei The Kolors e di Levante; tre giorni più tardi è stato invece annunciato il titolo dell'album, Comunisti col Rolex, uscito il 20 gennaio 2017, in concomitanza con il terzo singolo Piccole cose, inciso insieme a Alessandra Amoroso.
Il 31 marzo 2017 è uscito il singolo Freud di Nek, che ha visto la collaborazione vocale di J-Ax.
Il 4 maggio 2018 è tornato a collaborare con Fedez alla realizzazione del singolo inedito Italiana, mentre l'11 dello stesso mese ha pubblicato la raccolta 25 Ax - Il bello di essere J-Ax, composta dai suoi maggiori successi da solista e con gli Articolo 31.

### ReAlee altri progetti (2018-2022)
Il 6 luglio 2018 è stato pubblicato il singolo Come le onde dei The Kolors, in cui J-Ax ha partecipato in qualità di artista ospite. Il 15 settembre è stata la volta dell'inedito Tutto tua madre, singolo dedicato alle persone che non riescono ad avere figli. Il 12 settembre il rapper ha annunciato cinque concerti speciali presso il Fabrique di Milano per celebrare i suoi 25 anni di carriera, diventati poi 10 e di cui tutti sold out, registrando un'affluenza di 31.500 persone per questa serie di concerti. Per l'occasione il rapper ha rivelato anche il proprio riavvicinamento a DJ Jad, sancendo così il ritorno ufficiale degli Articolo 31. Nel 2019 J-Ax ha partecipato in qualità di artista ospite in vari singoli di altri artisti. Il 4 gennaio è uscito Un'altra volta da rischiare di Ermal Meta, il successivo 29 marzo è stato pubblicato Acqua su Marte di Tormento, mentre il 26 aprile ha collaborato con Chiara Galiazzo al singolo Pioggia viola.
Il 13 maggio 2019 ha pubblicato il singolo Timberland Pro, seguito quattro giorni più tardi da Ostia Lido. A partire dal 16 maggio è protagonista del talent show All Together Now - La musica è cambiata, condotto da Michelle Hunziker, in cui è capitano di un "Muro" di 100 giudici, tra cui Mietta. Il successo è tale che dal 4 dicembre va in onda la seconda edizione e una puntata speciale.
Nel 2020 ha aderito al supergruppo Italian Allstars 4 Life che ha riunito oltre cinquanta artisti italiani per l'incisione del brano Ma il cielo è sempre blu, cover corale del brano di Rino Gaetano. I ricavati del singolo, pubblicato l'8 maggio, sono stati devoluti alla Croce Rossa Italiana per sostenere Il Tempo della Gentilezza, progetto a supporto delle persone più fragili colpite dalla pandemia di COVID-19. Il 10 agosto dello stesso anno è uscito il singolo Djomb Remix in collaborazione con Fabri Fibra e Bosh.
L'11 settembre 2020 J-Ax ha rivelato di aver realizzato un album intitolato Uncool & Proud, sotto lo pseudonimo J-Axonville, composto durante le misure di confinamento imposte dalla sopracitata pandemia e caratterizzato da sonorità tipicamente punk rock, un genere da lui definito il «meno mainstream, meno cool e meno streammato del momento». Contrariamente a quanto operato in passato il disco è stato reso disponibile attraverso un link dedicato per ascoltarlo in streaming. Il 5 agosto 2021, attraverso il video musicale del brano Sansone, il rapper ha annunciato che Uncool & Proud sarebbe stato incluso nella riedizione di ReAle, intitolata SurreAle. Uscita il 27 agosto, la ristampa include anche un disco aggiuntivo con ulteriore materiale inedito, con collaborazioni con Ermal Meta, Francesco Sarcina e Federica Abbate.
Nel 2022 torna a collaborare con Fedez per il progetto LoveMi, evento benefico realizzato il 28 giugno 2022 in piazza Duomo a Milano volto a raccogliere fondi a favore della fondazione Tog, che si occupa della riabilitazione di bambini con problemi neurologici complessi; a tale evento hanno preso parte vari artisti, tra cui Dargen D'Amico, Ghali, Myss Keta, Nitro e Tananai. A partire dallo stesso anno conduce il podcast Non aprite quella podcast insieme al rapper Pedar e al giornalista Matteo Lenardon, incentrato sul mondo criminale soprannaturale e paranormale.

### Ritorno con gli Articolo 31 e Festival di Sanremo (2022-presente)
Il 4 dicembre 2022 è stata annunciata la partecipazione degli Articolo 31 al Festival di Sanremo 2023 con il brano Un bel viaggio, segnando pertanto il ritorno del duo sulle scene musicali dopo quattro anni dall'ultima esibizione. Nello stesso giorno J-Ax ha rivelato che lui e DJ Jad sono al lavoro su un nuovo album, il primo a distanza di 20 anni dai tempi di Italiano medio (2003).
Il 10 maggio 2024 viene pubblicato l'album Protomaranza, il quale ha visto gli Articolo collaborare con diversi artisti e gruppi, come Rocco Hunt, Fabri Fibra, Jake La Furia, Tedua, Neffa, Pinguini Tattici Nucleari, Nina Zilli, Guè, La Sad, Bugo e Coma Cose.

## Discografia

### Da solista
- 2006 – Di sana pianta
- 2009 – Rap n' Roll
- 2009 – Deca Dance
- 2011 – Meglio prima (?)
- 2015 – Il bello d'esser brutti
- 2017 – Comunisti col Rolex (con Fedez)
- 2020 – ReAle
- 2020 – Uncool & Proud (come J-Axonville)

### Con gli Articolo 31
- 1993 – Strade di città
- 1994 – Messa di vespiri
- 1996 – Così com'è
- 1998 – Nessuno
- 1999 – Xché sì!
- 2002 – Domani smetto
- 2003 – Italiano medio
- 2024 – Protomaranza

### Con i Due di Picche
- 2010 – C'eravamo tanto odiati

## Filmografia
- Senza filtro, regia di Mimmo Raimondi (2001)
- Natale a casa Deejay, regia di Lorenzo Bassano (2004)
- Numero zero - Alle origini del rap italiano, regia di Enrico Bisi (2014)
- Zeta - Una storia hip-hop, regia di Cosimo Alemà (2016)
- Appena un minuto, regia di Francesco Mandelli (2019)
- Tic toc, regia di Davide Scovazzo (2023)
- Enzo Jannacci - Vengo anch'io, regia di Giorgio Verdelli - docufilm (2023) - se stesso

## Doppiaggio
- Commentatore gara di rally in Cars 3[62]
- Imperatore Maximus in Playmobil: The Movie
- Butt-head in Beavis and Butt-head (stagione 10)

## Televisione
- TRL Awards 2010 (2010) – conduttore
- MTV Spit (2012) – giudice
- The Voice of Italy (2014-2015, 2018) – coach
- Radio Italia Live - Il concerto (2014) - conduttore
- Sorci verdi (2015) – conduttore
- Concerto del Primo Maggio (2015) – co-conduttore
- Amici di Maria De Filippi (2016) – direttore artistico squadra blu
- Il supplente (2018)
- All Together Now - La musica è cambiata (2019-2021) – giudice[63]
- All Together Now Kids (2021) – giudice
- Love Mi (2022)

## Scritti
- I pensieri di nessuno, 1998, Ricordi-Publication. ISBN 88-87018-08-1
- Tutta Scena, 2012, Collana "TUTTA SCENA" TV Sorrisi e Canzoni.
- Axforismi, 2014, Feltrinelli.
- Imperfetta forma, 2016, Mondadori.
- Consigli a me stesso, 2018, Mondadori.